# Dana Olmert
Pour les articles homonymes, voir Olmert.
Dana Olmert (hébreu : דנה אולמרט) née le 26 décembre 1972, est une militante israélienne lesbienne de gauche, théoricienne de la littérature et éditrice. Elle est la fille de l'ancien Premier ministre israélien Ehud Olmert et de Aliza Olmert.

## Biographie
Olmert a obtenu un doctorat en littérature de l'Université hébraïque de Jérusalem sur La croissance de la poésie hébraïque par les femmes pendant les années vingt : perspectives psychanalytiques et féministes. Elle enseigne la littérature à l'Université de Tel Aviv et organise des ateliers d'écriture créative. Elle est éditrice d'une collection de poésie et a été invitée à plusieurs jurys de prix littéraires.
Passionnée de littérature, elle gère les pages littéraires du site « Tapuz ».
Elle s'est portée volontaire pour Machsom Watch (en). En juin 2006, elle a participé à une marche à Tel-Aviv pour protester contre la complicité présumée d'Israël dans l'explosion de la plage de Gaza, ce qui a fait d'elle l'objet de critiques de la part de personnalités de droite.

## Vie personnelle
Elle a une sœur aînée, Mikhal, et deux frères cadets, Shaul et Ariel.
Olmert est ouvertement lesbienne et défend la marche des fiertés en Israël,. Elle vit avec sa compagne, Dafna Ben-Zvi, à Tel-Aviv. Le couple élève une fille née de Ben-Zvi.